# Fara (vino)
Il Fara è un vino DOC la cui produzione è consentita nei comuni di Fara Novarese e Briona, in provincia di Novara.

## Caratteristiche organolettiche
- colore: rosso rubino.
- odore: profumo fine di mammola.

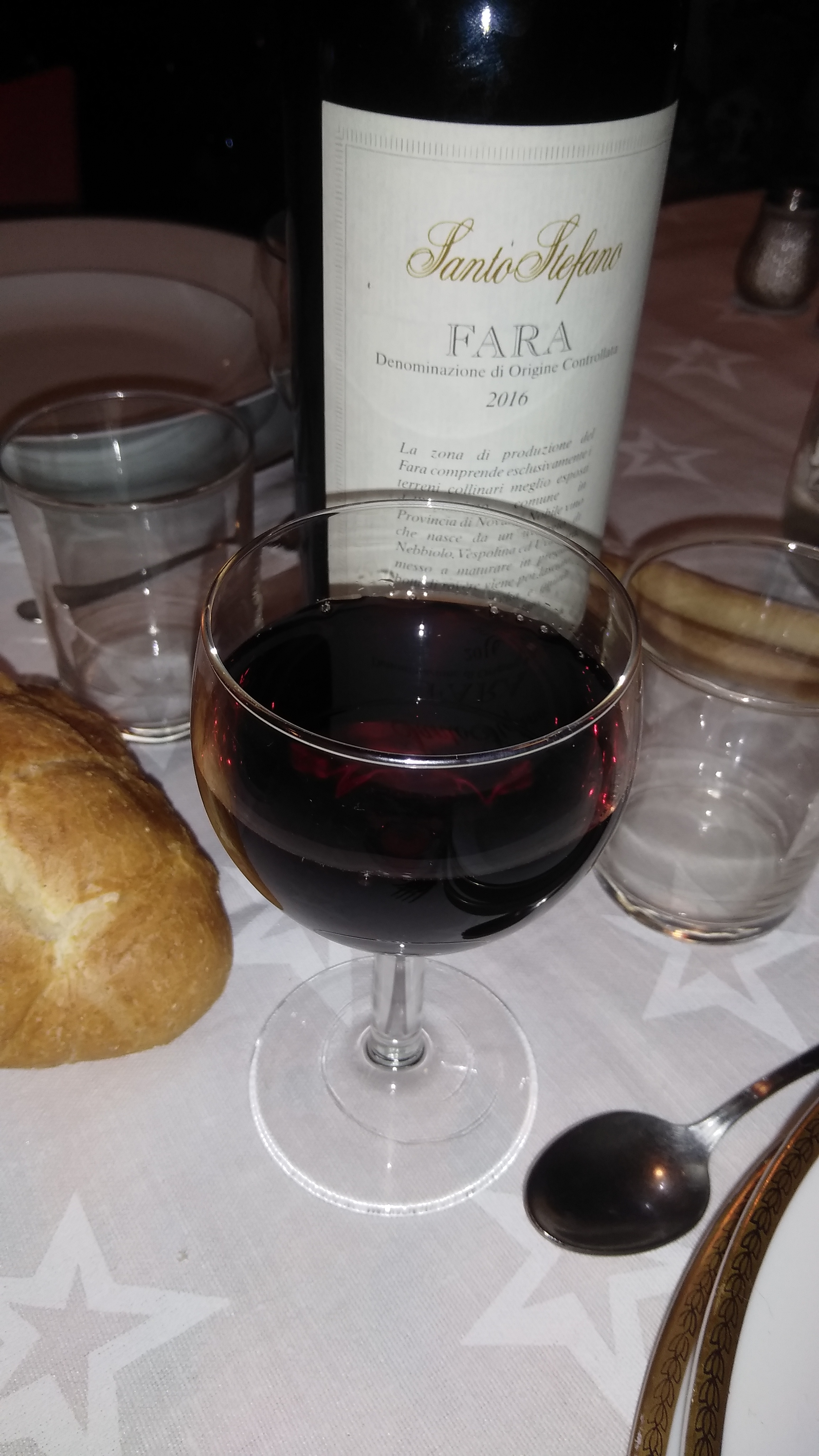
Fara DOC annata 2016

- sapore: asciutto, sapido, armonico.

## Abbinamenti consigliati
È indicato l'abbinamento con le carni rosse, gli arrosti e la selvaggina.

## Produzione
Provincia, stagione, volume in ettolitri
- Novara  (1990/91)  896,28
- Novara  (1991/92)  556,22
- Novara  (1992/93)  619,79
- Novara  (1993/94)  629,79
- Novara  (1994/95)  983,08
- Novara  (1995/96)  711,57
- Novara  (1996/97)  1265,81

### Luoghi di produzione
- Fara Novarese (NO)
- Briona (NO)